# 幸福のスイッチ
『幸福のスイッチ』（しあわせのスイッチ）は、安田真奈原案・監督・脚本の日本の映画。2006年10月14日、全国公開。和歌山県では10月7日から先行公開。田辺市にあるフィルムコミッション・JTB西日本・松下電器産業（現：パナソニック）が製作に協力している。

## あらすじ
和歌山県の田舎町で住人たちに親しまれている「イナデン」は「お客第一・儲けは二の次」がポリシーの小さな電器屋である。店の三姉妹の真ん中・怜（上野樹里）は、母・清子（宮田早苗）がガンで亡くなるまでも、その後も、家族よりお客からの修理依頼などのアフターサービスに尽くす父・誠一郎（沢田研二）の姿にどうしても我慢できず、反発して上京し、広告会社で駆け出しのイラストレーターとなった。
自分の個性より客の望む絵を描けと指示する上司と衝突し、1年目で会社を辞めてしまう意固地な伶。そんなある日、怜のもとに現在妊娠中の長女・瞳（本上まなみ）が倒れて入院したとの手紙が、三女の香（中村静香）から届く。慌てて帰郷した怜だが、入院していたのは父だった。父は客の依頼で行なったアンテナの設置中に屋根から落ちて骨折したのだった。そんな状態でもお客と電話対応する父の姿に呆れる怜。
父が退院するまでの1か月間だけの約束で、渋々店の手伝いを始める怜。店は常連客の溜まり場となり、騒がしい。配達・修理作業を手伝いにきている中学時代のクラスメイト・鈴木（林剛史）のお調子ぶりにもうんざりする伶。最悪なことに、父の過去の浮気疑惑まで再燃し、怜のイライラはピークに達する。
嵐の夜に雷の影響で多くの家が停電や家電の故障に見舞われた。病院を抜け出し、伶の肩を借りて足を引きずりながら修理のために家々を回る父・誠一郎。父が病院に戻った後で、妹の香と父の浮気について口論した伶は、二人で浮気相手と目される飲み屋の女将に会いに行った。
離婚して幼い息子と共にこの町に移り住んだが、馴染めずにいた時に誠一郎が親切に接してくれたと話す女将。誠一郎が、妻の清子と苦労して「イナデン」を開業した頃が一番楽しかったと話したと聞いた伶は、父が母を忘れたわけではない事を知り、頑なだった心が少しずつほぐれ始めた。
東京に戻り、一度は辞めた会社に再就職する伶。客の要望に応える仕事を覚えた伶に、誠一郎は激励の電話をかけて来た。

## みどころ
本作品はいわゆる「ご当地映画」の一つとも呼べるが、田辺市を始めとした周辺地域のさまざまな場所でのロケ（天神崎など）や、徹底した地元の方言の再現が特色。特にこの映画では和歌山弁・とりわけ『田辺弁』を話せることが、キャスティングでの条件であった。そのため、主要なキャストは全員が関西圏出身者となっている。
またこの作品の作成に当たっては、監督でもある安田真奈が家電メーカー（松下電器産業）に勤務していた頃の体験を元に、退職後も実際に電器店（パナソニックショップ）で働いたりした経験や、綿密な取材を繰り返した成果が脚本に生かされている。

## キャスト
稲田怜
演 - 上野樹里
稲田家の次女。
本作の主人公。
東京でイラストレーターをしていたが、1年めで務めていた会社を辞めている。

稲田瞳
演 - 本上まなみ（少女時代：寿美菜子）
稲田家の長女。

稲田香
演 - 中村静香
稲田家の三女。

稲田清子
演 - 宮田早苗
誠一郎の妻。3人娘の母親。
既にガンで亡くなっている。

鈴木裕也
演 - 林剛史
怜の中学時代のクラスメイト。
「イナデン」での配達・修理作業を手伝っている。
手先が器用。

牧村耕太
演 - 笠原秀幸
怜の彼氏。

涼子
演 - 石坂ちなみ
怜の同級生。

橘優子
演 - 深浦加奈子

木山
演 - 芦屋小雁
「イナデン」の常連客。

澄川
演 - 田中要次

平井社長
演 - 下元年世

（役名不明）
演 - 杉野じんべえ

野村康平
演 - 谷口高史

栗原
演 - 楠年明
「イナデン」の常連客。

（役名不明）
演 - 桂都んぼ

野村のおばあちゃん
演 - 新屋英子
嫁の声だけを無視しているかのように思われていたが、実際は加齢による難聴だった。
怜がそれに気づき、補聴器を手配してからは「10年ぶりに鳥のさえずりを聞いた」と喜ぶ。

稲田誠一郎
演 - 沢田研二
「イナデン」の店主。3人娘の父親。
客への気配りに定評があり、娘たちからは想像できないほどに意外とモテる。

## スタッフ
- 監督・脚本：安田真奈
- 音楽：原夕輝
- 主題歌：ベベチオ「幸福のスイッチ」
- 撮影：中村夏葉
- 照明：平良昌才
- 録音：甲斐匡
- 美術：古谷美樹
- 編集：藤沢和貴
- 助監督：武内孝吉
- 技術協力：オムニバス・ジャパン
- キネコ：IMAGICA
- タイトル：マリンポスト
- 製作支援：和歌山県、田辺市
- ロケ協力：パナット田辺、田辺商工会議所、南紀田辺世界遺産フィルムコミッション　ほか
- 電器店技術指導：パナット田辺グループ、パナソニックコンシューマーマーケティング(LE 関西社和歌山支店)、近畿松下テクニカルサービス、パナソニック補聴器、中嶋デザイン事務所
- 製作者：林田洋（東北新社）/松下晴彦（東京テアトル）/岡林可典（関西テレビ）
- エグゼクティブプロデューサー:二宮清隆
- プロデューサー:伴野智/林哲次
- ラインプロデューサー:伊藤正昭

## 受賞
2007年
- エランドール賞 新人賞（上野樹里）
- 第2回 おおさかシネマフェスティバル
  - 助演女優賞（本上まなみ）
  - 脚本賞（安田真奈）

- 第16回日本映画批評家大賞
  - 主演男優賞（沢田研二）
  - 特別女性監督賞（安田真奈）

## その他・備考
- 安田真奈監督原案・石崎洋司執筆による、主人公・怜の高校時代を描いたノベライゼーション『幸福のスイッチ・高校編』（ピュアフル文庫、 ISBN 4-86176-338-X）がある。
- 2007年4月4日にDVDが発売された。
- 上野は初共演となった沢田について音楽的なキャリアを全く知らなかったが、「G.S.I LOVE YOU」（沢田の1980年のアルバム）を聴いて「かっこいい! 」と激賞し、「こんなすごい人と一緒に仕事をしていたのか」と撮影後に悟ったそうだ。
- 妊婦の長女役を演じた本上は撮影時、実際に妊娠しており、撮影後の2006年12月に第一子を出産している。
- この作品を制作した安田真奈監督は、のちにパナソニックCM「パナソニックのお店・日栄電器編」の監督を務め、2015年1月より放映が開始されている。